# Брущатка

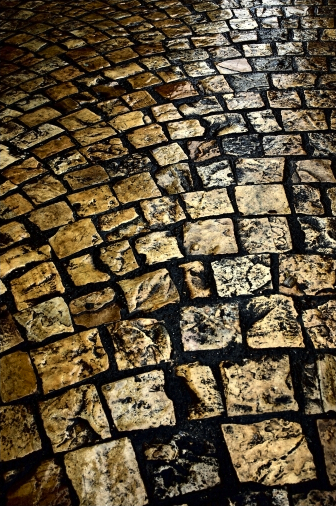
Брущатка в Екс-ан-Прованс

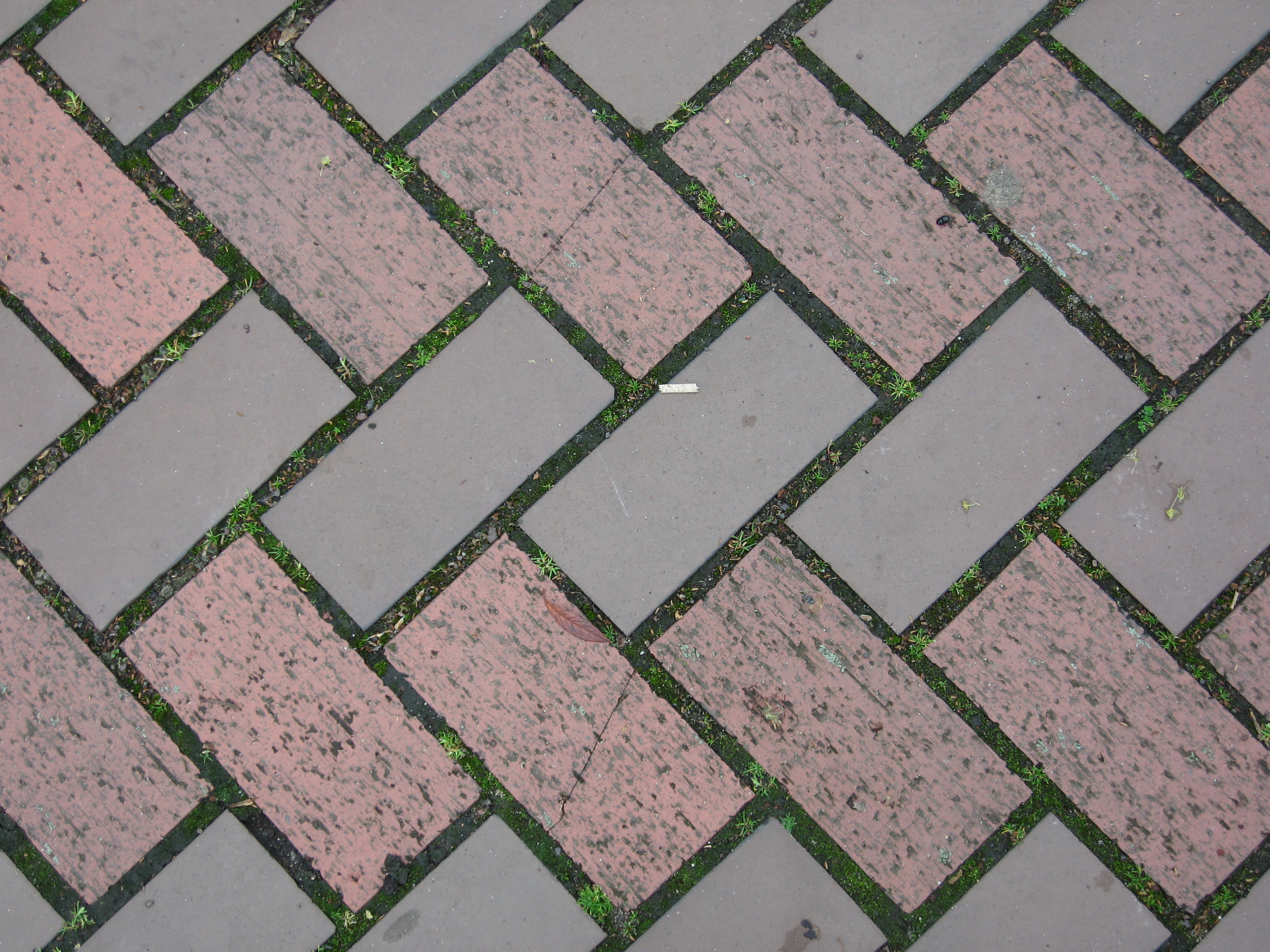
Клінкер (випалена цегла як дорожнє покриття)

Бруща́тка (від рос. брусчатка) — тип дорожнього покриття, каміння з рівною поверхнею (бруски). Використовується для брукування вулиць.

## Загальний опис
Брущатка — елемент мощення дорожнього покриття, поряд з булижником, клінкером, бетонною (або доменного шлаку) бруківкою чи плиткою, округлим каменем, дерев'яними колодами (короткі колоди встановлювались вертикально), асфальтом.
Матеріалом брущатки служив натуральний камінь: граніт, гнейс, базальт, граувакки і порфіри. Зараз переважно зустрічається на дорогах центральних історичних вуличок великих міст, рідше — містечок і сіл.

## Стандарти
ГОСТ 23668-79 «Камень брусчатый для дорожных покрытий. ТУ»

## Примітки

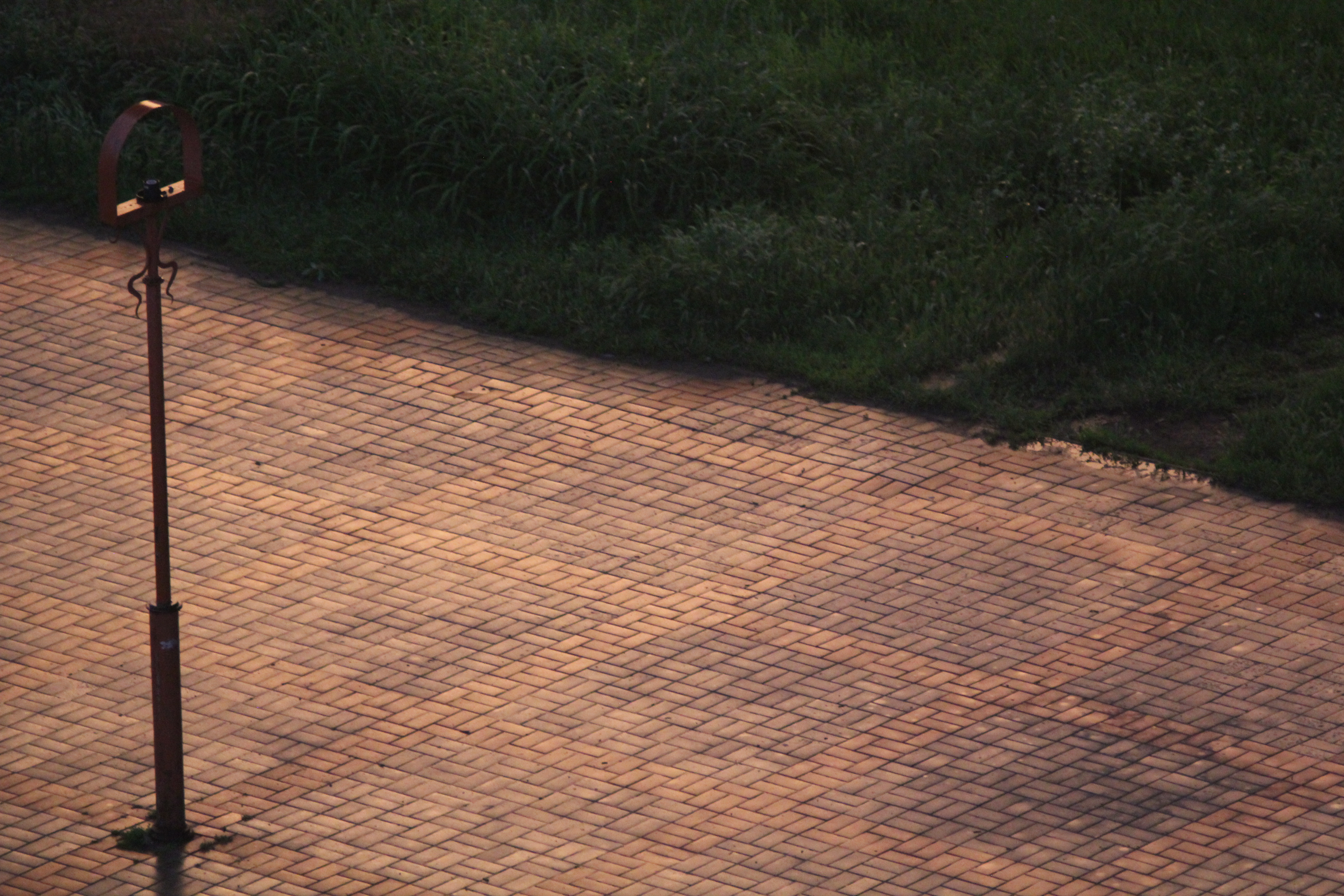
Брущатка пiсля дощу на заходi сонця